# John Merivale
John Merivale (Toronto, Ontario; 1 de diciembre de 1917 – Londres, Inglaterra; 6 de febrero de 1990), también conocido como Jack Merivale, fue un actor teatral británico, además de ocasional intérprete de reparto en producciones cinematográficas del Reino Unido.

## Biografía
Su nombre completo era John Herman Merivale, y nació en Toronto, Ontario (Canadá). Su padre era el actor inglés Philip Merivale, y estudió en Inglaterra, en el Rugby and New College de Oxford. Su madrastra fue la renombrada actriz inglesa Gladys Cooper.
Merivale debutó como actor a los 15 años de edad haciendo un pequeño papel en la película dirigida por James Whale El hombre invisible (1933). Su carrera teatral se inició cuando tenía 21 años de edad, siendo suplente en una producción de El sueño de una noche de verano, en la cual conoció a Vivien Leigh. Más adelante trabajaría en la producción de Romeo y Julieta llevada a cabo por Leigh y por su marido, Laurence Olivier.
Merivale hubo de hacer una pausa en su carrera al servir como piloto en las Fuerzas Aéreas Canadienses y Británicas durante la Segunda Guerra Mundial. En 1946 reanudó su actividad artística protagonizando una exitosa producción estadounidense de la obra de Oscar Wilde El abanico de Lady Windermere.
En 1956 hizo su segunda actuación para el cine en La batalla del Río de la Plata, actuando posteriormente en diversos papeles de reparto en filmes como A Night to Remember (1958), Circus of Horrors (1960), The List of Adrian Messenger (1963), King Rat (1965), y Arabesque (1966).
Aunque su debut cinematográfico tuvo lugar en la película italiana de terror Caltiki - il mostro immortale (1959), Merivale tendía a concentrarse en su trabajo teatral, consiguiendo críticas positivas por sus actuaciones en obras como Venus Observed, Ana de los mil días, The Reluctant Debutante, y The Last of Mrs. Cheyney.
Merivale estuvo casado con la actriz estadounidense Jan Sterling desde 1941 hasta 1948, y vivió con Vivien Leigh desde 1958 hasta fallecer la actriz en 1967, convirtiéndose en su cuidador en sus últimos años. Este papel cambió cuando su amiga, la actriz Dinah Sheridan, le ayudó a superar una enfermedad renal diagnosticada en 1970. La pareja se casó en 1986, permaneciendo juntos hasta el fallecimiento de Merivale en 1990 en Londres, Inglaterra, a causa de una insuficiencia renal.